# Vadonidella descarpentriesi
Vadonidella descarpentriesi är en skalbaggsart som beskrevs av Thierry Bourgoin 1922. Vadonidella descarpentriesi ingår i släktet Vadonidella och familjen Cetoniidae. Inga underarter finns listade i Catalogue of Life.